# Płaskopodstawie
 Płaskopodstawie (łac. platybasia) – wrodzone zaburzenie rozwojowe czaszki polegające na spłaszczeniu podstawy czaszki.
Etiologia tego schorzenia nie jest znana, choć uważa się, że jest podobna jak w przypadku zespołu Arnolda-Chiariego. Wada może być bezobjawowa i rozpoznawana jest przypadkowo w przypadku wykonania zdjęcia radiologicznego czaszki. Obraz jest charakterystyczny i cechuje się istnieniem płasko przebiegającego stoku. W warunkach prawidłowych tak zwany kąt podstawy, zawarty pomiędzy podstawą przedniego dołu czaszki a stokiem wynosi ok. 135°, natomiast kąt którego miara wynosi ok. 180° świadczy o płaskopodstawiu.
Choroba może też mieć przebieg objawowy i przejawia się wówczas objawami wzmożonego ciśnienia śródczaszkowego lub z objawami uszkodzenia jąder nerwów czaszkowych zlokalizowanych w pniu mózgu. Może także przebiegać z objawami czuciowo-ruchowymi wywołanymi uciskiem górnego odcinka rdzenia kręgowego.
W zależności od objawów klinicznych stosuje się różne sposoby leczenia. W przypadkach bezobjawowych leczenie nie jest konieczne. Przypadki przebiegające ze wzmożonym ciśnieniem wewnątrzczaszkowym wymagają leczenia operacyjnego ukierunkowanego na jego obniżenie (najczęściej założenia aparatu zastawkowego wyrównującego ciśnienie). W przypadku objawów związanych z uciskiem struktur nerwowych wykonuje się laminektomię jednego lub dwóch kręgów szyjnych.
Termin płaskopodstawia wprowadził w 1856 roku Rudolf Virchow.